# Мирза Кадым Эривани
Мирза Кадым Мамед-Гусейн оглы Эривани, или Иравани (азерб. Mirzə Qədim Məmmədhüseyn oğlu İrəvani [mirˈzæ ɡæˈdim mæmmædhyˈsejn oɣˈlu irævaːˈni]; 1825, Эривань — 1875, там же) — азербайджанский художник-орнаменталист и портретист XIX века, основоположник азербайджанской станковой живописи, творчество которого ознаменовало важный перелом в азербайджанском изобразительном искусстве Нового времени.
Эривани известен в основном своими рисунками-трафаретами для вышивки, стенными росписями, ювелирными изделиями, работами, выполненными в лаковой живописи, а также живописи на стекле. Почти все свои работы Эривани, как правило подписывал по-азербайджански или по-русски, называя себя «Мирза Кадым Эривани», или просто «Кадым Бек», иногда с добавлением слов «коллежский асессор».
Наиболее известны такие его работы, как «Портрет сидящей женщины», «Портрет молодого человека», «Портрет Фетх Али-шаха», «Танцовщицы», «Мулла» (все в Национальном музее искусств Азербайджана), «Портрет Мах Талят» (Государственный музей искусств Грузии), портрет-миниатюра «Цветы с птицами» (Государственный Эрмитаж), а также четыре крупных (1 м × 2 м) портрета, выполненные в 1850-х годах маслом на стенах дворца Эриванских сардаров.

## Биография
Мирза Кадым Эривани родился в 1825 году в столице Эриванского ханства, городе Эривань (ныне Ереван, столица Армении). Был единственным ребёнком в семье столяра Мамед-Гусейна (или Мамед Хусейна), имя которого впервые было упомянуто в литературе в 1954 году в статье искусствоведа Натальи Миклашевской, посвящённой Эривани. По словам Миклашевской, отец Кадыма Мамед-Гусейн, по всей вероятности, был не простым столяром, а мастером по художественной обработке дерева. Миклашевская предполагает, что Мамед-Гусейн с детства обучал своего единственного сына искусству орнамента. Мамед-Гусейн имел возможность дать сыну образование и послал его учиться в Тифлисскую прогимназию. Близко соприкоснувшись с русской культурой в ранние года, Мирза Кадым получил возможность углубить свои художественные способности. По окончании прогимназии пятнадцатилетним юношей Мирза Кадым вернулся в Эривань и поступил на почту телеграфистом, где проработал тридцать пять лет, до конца своей жизни.
Рисовать Мирза Кадым начинает с раннего возраста. Согласно семейным преданиям, портрет женщины на зеркале, написанный им в отрочестве, становится его первой работой в красках. Он уделяет всё своё свободное от службы время рисованию. Росписи, выполненными им, украшали стены комнаты, где он работал. Однако дом, где жил Эривани, не сохранился. Благодаря своему прирождённому вкусу и таланту Мирза Кадым приобретает широкую известность, хотя у него не было профессионального художественного образования. Став уже известным художником, он привлекается к работам по реставрации росписей дворца сардаров в Эривани. Это происходит в начале 50-х годов XIX века. В этом дворце он восстанавливал зеркальный зал.
Владевший русским, французским и персидским языками, он был образованным человеком для своего времени, он также любил музыку, имел библиотеку из произведений русских, западноевропейских и восточных авторов.
Скончался в 1875 году в родном городе Эривани в чине коллежского асессора. Был похоронен в Эривани, но его могила до нашего времени не сохранилась.

## Творчество
Почти все свои работы Эривани, как правило подписывал по-азербайджански или по-русски, именуя себя «Мирза Кадым Эривани», либо просто «Кадым Бек», иногда с добавлением слов «коллежский асессор». Им создано четыре портрета, с изображением реальных исторических личностей: Фетх-Али шаха, Аббас Мирзы, Мах Таллят ханым и Веджуллах Мирзы. Кроме этих произведений был исполнен также портрет неизвестного воина. Мирза Кадым Эривани не датировал свои работы, хотя любил подписывать их, а также надписывать на них имя портретируемого. Несмотря на это, стало возможным определение периодов в развитии творчества художника на основании сравнительного анализа его произведений. Таким образом, в творчестве Эривани выделяются три периода: первый период — юношеские годы художника, второй период — это время его работы во дворце сардаров в Эривани (50-е годы XIX века) и третий период — период зрелого творчества (60—70-е годы XIX века).

### Период раннего творчества
Первый период охватывает юношеские годы Эривани, до участия его в реставрационных работах по росписи дворца сардаров. Для периода характерны в основном работы в области декоративно-прикладного искусства и примитивной живописи.
В ранний период творчества Эривани исполнил много рисунков и трафаретов для настенных росписей, для вышивок шелками и золотыми нитками (гюлабетин), а также рисунок с изображением всадника. Имея сведения, что первый портрет был исполнен художником красками на зеркале, к первому периоду можно отнести и хранящиеся в Музее искусств им. Р. Мустафаева две работы на стекле: «Танцовщица» и «Дервиш». В росписях Эривани преобладали композиции с изображениями цветов и птиц. В коллекции рисунков и трафаретов художника сохранились такие мотивы. Они свидетельствуют о том, что Эривани хорошо были знакомы азербайджанский орнамент и традиции стенной живописи.
| |  |
| 1.Рисунок-трафарет, выполненный Эривани на бумаге 2.Роза и соловей (Национальный музей искусств Азербайджана, Баку) |  |

В ранний период своей художественной деятельности Эривани выступал, главным образом, как художник-прикладник. В Музее искусств Азербайджана хранятся два трафарета для вышивки, представляющие собой медальон-розетку в форме слегка вытянутой восьмиконечной звезды и сектора круга. Рисунки выполнены в форме медальона и круга, вырезанных из бумаги. Стилизованный орнамент из цветов, строго симметрично заполняет каждую четверть медальона одинаковым узором. Второй трафарет — это сектор в виде четвёртой части круга диаметром 22,3 см, он также является стилизованным цветочным орнаментом. Предназначением узора была вышивка круглого «ортюк», используемой для покрытия круглого подноса («меджмаи») с содержимым.
Остальные три рисунка, «Цветы и птицы», «Роза и ласточка» и «Цветы и фазаны» выполнены на отдельных листах. По словам Натальи Миклашевской, они могли быть использованы только как росписи. Варианты цветочных композиций, подобных рисунку «Роза и ласточка», создавались Эривани как акварелью или темперой, подобно лаковой живописи, так и на отдельных листах бумаги. В рисунке же «Цветы и фазаны» особенно реалистичное и живое впечатление производят фазаны. Рисунок исполнен настолько тщательно, что согласно Миклашевской, можно утверждать, что художник с любовью относился к своему занятию.
Техника исполнения вышеописанных рисунков-трафаретов для росписи отлична от трафаретов, предназначенных для вышивки. Рисунок в вышивках не повторялся симметрично. Эривани исполнял его полностью карандашом, следующим шагом было прокалывание иглой для припороха по предварительно нанесённому карандашному контуру. Тонкой кистью Мирза Кадым ещё раз прорисовывал всю композицию, это делалось для закрепления рисунка в деталях. По мнению Миклашевской, этот отличающийся нежностью контурный рисунок, исполненный живой лёгкой линией, говорит об опыте Эривани. Все три рисунка-трафарета для росписи сохранились относительно хорошо, несмотря на то, что сделаны они с 40-х по 50-е годы XIX века.
На одном из сохранившихся трафаретов Эривани изобразил мужчину, играющего на кеманче и танцовщицу, аккомпанирующую ему, щёлкая пальцами.
Среди портретов, относящихся к раннему периоду творчества, наибольший интерес представляют работы «Мужчина с кинжалом», «Всадник», «Танцовщица» и «Дервиш». «Мужчина с кинжалом», вероятно, был предназначен для исполнения лубочной картинки. Согласно Миклашевской, в этом рисунке Эривани удалось придать всей фигуре довольно внушительный вид. Создают впечатление лубочных картинок схожестью характера рисунка, живописной манере и подбору сюжета, исполненные на стекле «Дервиш» и «Танцовщица».
- «Дервиш». Масло на стекле. Национальный музей искусств Азербайджана, Баку
- «Всадник». Национальный музей искусств Азербайджана, Баку
- «Молла». Национальный музей искусств Азербайджана, Баку
- «Танцовщица». Национальный музей искусств Азербайджана, Баку

### Работы во дворце сардаров
|                                                                    |  |
| Фотографии зеркального зала дворца сардаров в Эриване с портретами |  |

Для реставрировавшегося дворца сардаров в Эривани Мирза Кадым Эривани написал 4 больших (1 м × 2 м) портрета маслом, на которых изобразил шахов и сардаров (наместники шаха) в натуральную величину. Местом размещения портретов был второй ярус ниш большого зала дворца. Это портреты Фетх Али-шаха, Аббас-Мирзы, Хусейн-хана Каджара и Рустам Зала. Подобных этим, согласно воспоминаниям родственников, существовало ещё четыре портрета с изображением вооруженных воинов (предполагается, что это были оставшиеся у художника варианты портретов сардаров), находившихся в комнате Мирза Кадыма. В семье художника такие рисунки называли «пехлеван» («богатырь»). Созданные масляными красками на холсте, они фактически являются первыми станковыми произведениями в азербайджанской живописи.
Эти портреты по манере близки к стилю иранской станковой живописи XIX века. Так, портрет Фетх Али-шаха, изображающий его сидящим на подушке, хотя и повторяет иконографический тип «Фетх Али-шаха, сидящего на ковре» раннего Каджарского периода, качество картины указывает на то, что он был сделан в 50-х годах XIX века годах для дворца сардаров в Эривани Мирза Кадымом Эривани. Рост профессионализма художника прослеживается при изучении его произведений, особенно в портретах сардаров, которые являлись для художника-самоучки, по словам Миклашевской, своего рода художественной школой.
В Национальном музее искусств Азербайджана хранится портрет «Воина», изображённого в доспехах. Свидетельствуя о выработке определённой системы в работе Мирзы Кадыма Эривани, по мнению Миклашевской, этот рисунок по своему исполнению ещё полностью относится к ранним простым композициям художника. То есть прежде чем приступить к написанию большого портрета Эривани создавал подготовительные рисунки. Сохранившиеся фотографии дворца сардаров в Эриване свидетельствуют, что портреты двух таких воинов были написаны на одной из стен главного зала дворца. Эти воины нарисованы Эривани, а хранящийся в азербайджанском музее рисунок — это эскиз.
Большой рисунок с изображением Аббас Мирзы также представляет собой подготовительную работу для исполнения портретов сардаров. В этом портрете Миклашевской отмечаются успехи художника в области рисунка. В портрете Аббас Мирзы уже отчётливо просматривается желание Эривани к правдивому изображению в сравнении с «Воином», где полностью отсутствуют реалистические элементы в передаче живого человека. Стараясь передать особенность фактуры, Эривани выявляет светотенью не только рисунок каракуля, но и передаёт объёмистость папахи, надетой на голову, что делает заметным элементы реалистического изображения. Попытки передать объём самой фигуры менее удачны. Фигуру Аббас Мирзы Эривани нарисовал пропорционально, однако старые условные традиции ещё дают о себе знать. Более всего они проявились в рисунке ног. Руки же всегда оставались слабым местом в творчестве Эривани.
Портрет Аббас Мирзы, согласно Миклашевской, свидетельствует о том, что Мирза Кадым Эривани уже в первых своих работах пытался дать психологическую характеристику портретируемого. Так, в портрете Аббас Мирзы передано смирение не только в выражении лица, но и в положении покорно сложенных рук. Смирение также передано в лёгком наклоне вперёд верхней части торса. Указанием на возросшее умение художника в рисунке являются описываемые элементы реалистического подхода к изображению человека. Это даёт возможность отнести написание этого портрета к концу работы художника в сардарском дворце.

### Период зрелого творчества
Окончив работы во дворце сардаров, Эривани по большей части стал заниматься написанием портретов акварелью и темперой, в том числе по заказу. Третий период творчества художника охватывает примерно последние 15 лет его жизни, став самым плодотворным по количеству портретов (9 портретов: 6 — в Национальном музее искусств Азербайджана (композиция с двумя фигурами, портрет цесаревича Александра с женой, 2 женских портрета, портрет молодого человека и незаконченная работа «Роза и соловей»); зеркало-складень — в Эрмитаже, в Государственном музее искусств Грузии — женский портрет).
Наиболее ранними работами этого периода считаются композиция с двумя фигурами и женский портрет (Музей искусств Грузии), однако использованные в них мотивы повторяются в работе из Эрмитажа и женском портрете (Национальный музей искусств Азербайджана).
Приблизительно ко второй половине 1860-х годов относится портрет цесаревича Александра с женой. Он был создан на основе репродукции из русского иллюстрированного журнала (и, возможно, лубочных картин 1866 года). Художник творчески, в национальном духе, перерабатывает традиционный императорский парадный портрет. Особый восточный колорит придает узорная рамочка с растительным орнаментом, напоминающий инкрустацию из драгоценных камней.
Все другие работы Эривани относятся к последним годам жизни художника.
В портрете сидящей женщины передача объёма мутаки и складок юбки позволяют заметить элементы реализма. Старательно выполнено художником лицо женщины. Его моделирование исполнено еле заметным пунктиром розовато-коричневого и голубого тонов. Наполнение объёмом происходит путём нанесения полутона на бледно-розовый цвет. Нежные очертания губ, носа, бровей выразительный рисунок глаз — эти элементы придают, не лишенному портретного сходства лицу, привлекательность и живость. Эти решения, как отмечает Наталья Миклашевская, указывают на наблюдательность Эривани и его желании писать в реалистическом направлении.
В портрете молодого человека объём складок одежды позволяют хорошо выявить рисунок узора ткани и цвет. Тщательная проработка голубого дона является результатом попытки создания светотени. Несмотря на то, что линейная перспектива отсутствует (пол изображён вертикально, а глубины интерьера нет), исполнение объёмов в перспективном сокращении в работе заметна.
Хранящееся в Эрмитаже зеркало-складень представляет собой украшенную лаковой живописью на верхнем переплёте и миниатюрным портретом внутри плоскую шкатулку или футляр из дерева. Схожесть с переплётом восточной рукописи можно наблюдать в покрывающей зеркало-складень живописи. С правой внутренней стороны складня вделано зеркало, слева мужской портрет. Среди известных произведений Эривани нет подобных. Верхняя надпись на лицевой крышке свидетельствует о выполнении работы по заказу одного из русских генералов, служивших на Кавказе: «Pouг geneгal Karvalin». («Для генерала Карвалина»). Надписи, нанесённые на крайний обрамляющий бордюр рисунка верхней створки, являются его отличительной особенностью. Орнамент крайнего бордюра построен по тому же принципу, но его композиция чуть крупнее и свободнее.
Наталья Миклашевская отмечает особую тонкость в отделке букета, цветов и орнамента, прорисованного изящным контуром, гармоничное сочетания красок, а также разнообразие мотивов. На правильности решения углов бордюров, ненарушающих стройность узора, сказалась хорошая осведомлённость Мирза Кадыма Эривани в области народного азербайджанского орнамента и то, что он освоил традиции живописи под лак, продемонстрированные в оформлении футляра зеркала. Орнаментальный декор зеркала-складня дает новый интересный материал об Эривани-орнаменталисте. Если миниатюра-портрет свидетельствует о желании художника передать пространство и глубину реалистично, что даёт о себе знать в оттенении глубины ниш и своеобразной передаче перспективы пола, то футляр с лаковой живописью становится совершенно новым видом работы Эривани в области прикладного искусства.
Исполнение рисунка тирьмы в портрете Мах Талят из собрания Музея искусств Грузии тщательное, что характерно для подобного рода работ Эривани. Композиция и основное цветовое решение повторяет женский портрет, хранящийся в Национальном музее искусств Азербайджана, но на нём изображена другая женщина. Наталья Миклашевская отмечает и другие отличительные особенности каждого произведения. По словам искусствоведа, прежде всего это относится к индивидуальной характеристике лиц. На хранящемся в Баку портрете лицо женщины гораздо интереснее и выразительнее, чувствуется и разница в возрасте. В портрете из музея Грузии нижнее основание «шебеке» составлено из геометрического узора — шестиконечной звезды; в портрете же из Баку эта рама расчленена продольными полосами без орнаментации. Помимо этого, портрет из Национально музея искусств Азербайджана отличается некоторой усложнённостью в деталях композиции и большим разнообразием в цвете. В хранящемся в Баку портрете Миклашевская отмечает возросшее мастерство художника, что следует из моделировки лица нежными тонами, детальной прорисовки тирьмы и остальных орнаментальных украшений.
Одним из последних произведений Эривани является небольшой незаконченный рисунок «Роза и соловей». По композиции напоминая рисунки-трафареты, исполненные художником для вышивок и росписей, эта композиция однако, согласно Миклашевской, более свободная. Работа позволяет проследить живописные приёмы Эривани: после выполнения рисунка, художник обводит его лёгким контуром красновато-коричневого цвета. После этого по рисунку делается подмалёвок, начиная сверху, в несколько слоев. Пунктирная моделировка объёма и светотени завершает работу. Этот процесс можно наблюдать в отделке большого розового цветка, бутона и окружающей их зелени.

## Судьба работ художника после смерти
В семейном архиве после кончины Эривани хранилось более 100 его работ. Во время переезда в 1921 году жены старшего сына художника Фатьмы Xанум Кадымбековой (1873—1950) из Эривани в Баку произведения художника вместе с его библиотекой остались в Эривани. Вскоре стало известно об их пропаже. В Баку удалось привезти немного — более 20 портретов, эскизов и рисунков для вышивки и росписей, все эти работы были приобретены музеем искусств им. Р. Мустафаева в 1939 году. В середине XX века было известно только о 23 подлинных работах Эривани, из которых 20 находятся в Азербайджанском государственном музее искусств им. Р. Мустафаева (Баку), две — в Государственном Эрмитаже (Санкт-Петербург) и одна — в Государственном музее искусств Грузии (Тбилиси).
В 1914 году в период полного разрушения дворца сардаров в Эривани, имевшиеся там портреты были сняты со стен и в настоящее время находятся в Государственном музее Грузии. Из-за отсутствия точных данных среди портретов хранящихся в Государственном музее и Музее искусств Грузии, определить все портреты автором которых является Эривани сложно. Подлинность исполнения Эривани некоторых больших портретов подтверждаются рисунками и эскизами, а также фотографиями из альбома русского фотографа и ориенталиста Дмитрия Ермакова (альбом хранится в фондах Государственного музея Грузии), где представлены интерьеры дворца сардаров. На одном из них также имелась его собственная подпись. Эти портреты по манере близки к стилю иранской станковой живописи XIX века. Подтверждена подлинность исполнения Эривани портретов Фетх Али-шаха, Аббас-Мирзы, Хусейн-хана Каджара и Рустам Зала.
В 1947 году при ознакомлении в фондах Эрмитажа с иранскими лаками и лубками, Наталья Миклашевская обратила внимание на миниатюру на внутренней стороне зеркала-складня, которая была исполнена в стиле присущем Мирза Кадыму Эривани. Написание имени портретируемого под рисунком, курсивом на русском языке, было также характерным для Эривани. На верхнюю крышку футляра медальона была вкомпонована надпись на французском языке «A’dessinee tel Kadim Век» («Рисовал некий Кадым Бек»), что оправдало предположение об авторстве азербайджанского художника. Этот факт отвергал все сомнения в принадлежности работы Эривани. В Государственный Эрмитаж этот складень был отдан частным лицом в 1936 году.
Во время поездки в Тбилиси в 50-х годах XX века, Натальей Миклашевской в Государственном музее искусств Грузинской ССР была осмотрена коллекция восточных миниатюр. Среди миниатюр XIX века было обращено внимание на три рисунка, которые искусствоведом приписываются кисти Мирза Кадыма — это женский портрет и две совершенно одинаковые миниатюры «Цветы с птицей». В принадлежности женского портрета Эривани сомнений нет. Сохранилась лишь надпись с женским именем на персидском языке, вкомпонованная в маленькое «кетабэ» — «портрет Мах Талят», но при этом владельцем была уничтожена русская надпись и миниатюра была продана в музей как иранская. Эта миниатюра представляет собой женский портрет и значилась в музее как «портрет персиянки неизвестного иранского художника XIX века».
В коллекции из 20 работ Музея искусств Азербайджана находятся: шесть нарисованных красками портретов, один портрет, нарисованный тушью, два двойных портрета в красках, одна работа, на которой изображён всадник на фоне пейзажа и шесть рисунков-трафаретов; один рисунок, на котором изображён розовый куст с птичкой (этот рисунок составлен тушью сплошь из арабских надписей); две работы представляют собой живопись на стекле, а последняя — композиция цветов — представляет собой незаконченную акварель.В инвентарной книге музея искусств «Дервиш» ошибочно значился под названием «Мужчина». В Национальном музее искусств Азербайджана хранятся два рисунка («Воин» и «Аббас Мирза»), работы над которыми носили подготовительный характер перед выполнением Эривани портретов сардаров. В Государственном Эрмитаже хранится зеркало-складень. В Государственном же музее искусств Грузии хранится женский портрет (темпера). Помимо этого портрета кисти Мирза Кадыма Эривани приписываются также две идентичные миниатюры «Цветы с птицей» из этого музея.

## Изучение жизни и творчества Эривани
В 1938—1939 гг. Азербайджанский государственный музей искусств приобрёл некоторые интересные произведения Мирзы Кадыма Эривани. Изучение материалов коллекции стало источником для публикации статьи «Азербайджанские художники XIX века». Впервые предлагавшая сведения по изучению азербайджанского искусства XIX века, статья представляла большой интерес. Авторы ориентировали читателя в значении творчества Эривани как художника, который стремился порвать узкие рамки декоративизма, в том, что он стал одним из первых представителей зарождающегося реалистического направления в азербайджанской живописи под влиянием русской культуры. Однако в статье имелись некоторые неточности. Многие работы художника были неизвестны авторам статьи, их удалось выявить позже. Статья была иллюстрирована тремя хорошими репродукциями работ Эривани.
Литературным критиком Оруджали Гасановым в 1940 году была издана работа, которую он посвятил только творчеству Мирзы Кадыма Эривани. В ней автор затронул ряд вопросов, касающихся рисунка, а также композиции и цвета, но статья не носила специального характера.
В 1947 году в фондах Эрмитажа с иранскими лаками и лубками, искусствовед Наталья Миклашевская выявила миниатюру с внутренней стороны зеркала-складня, исполненную Мирза Кадымом Эривани. Летом 1950 года Миклашевская предприняла поездку на родину художника — в Ереван — с целью собрать больше сведений, касающихся жизни и творчества Мирза Кадыма. Но эта попытка не оказалась успешной. Поездка же в Тбилиси оказалась удачнее. Так, в Государственном музее искусств Грузинской ССР среди миниатюр XIX века были обнаружены три рисунка, приписанные Миклашевской кисти Мирза Кадыма Эривани.
В 1954 году в Баку публикуется статья Миклашевской «Художники XIX в. Мирза Кадым Эривани и Мир Мохсун Навваб», где целью автора являлось по мере возможности осветить жизнь и творчество Мирза Кадыма Эривани и Мир Мохсуна Навваба, впервые описать их произведения, хранящиеся в коллекциях Азербайджанского Государственного музея искусств им. Р. Мустафаева, Государственного Эрмитажа и Государственного музея искусств Грузинской ССР («Метехи»). В статье значительное место уделяется ранее неизвестным работам Эривани, выявленным автором в восточных фондах Государственного Эрмитажа и Государственного музея искусств Грузинской ССР. Биографические данные о художнике были пополнены Миклашевской сведениями, полученными в результате бесед с его внуками, А. и Г. Кадымбековыми. Ряд интересных сведений о Мирза Кадыме сообщила Миклашевской и жена старшего сына художника Фатьма Ханум Кадымбекова, скончавшаяся в Баку в 1950 году на 77-м году жизни. Труды, посвящённые творчеству Эривани считаются результатом серьёзной исследовательской работы Миклашевской по истории азербайджанского искусства. Миклашевской удалось значительно расширить биографические данные о художнике, обнаружить в конце 40-х годов ряд ценных произведений Эривани в Восточных фондах Государственного Эрмитажа и Государственного музея искусств Грузинской ССР.
Творчество Эривани изучал также азербайджанский искусствовед Керим Керимов. Анализируя портрет Аббас-Мирзы, Керимов отмечает попытку передачи светотени, при этом сохраняется плоскостность, но также отмечается стремление художника передать психологическую выразительность образа.
В научной работе «Портретный жанр в азербайджанском искусстве» Р. Керимовой упоминается ещё один портрет Фетх-Али-шаха. По мнению автора эта исполненная масляными красками работа также принадлежит кисти Эривани, отличается условностью, декоративностью и плоскостностью. Но Керимова не указала местонахождения данного произведения ни в прошлом, ни на момент своего исследования.

## Оценка и влияние творчества Эривани
В XIX веке художники перешли к портрету, комбинируя стилизованные рисунки и декоративные цвета с европейскими приёмами пространственной композиции и моделирования с целью создания ощущения объёмистости. В таких работах Мирзы Кадыма Эривани как «Портрет молодого человека», «Сидящая женщина» и «Портрет молодой женщины» смешаны высокая техника рисования и насыщенный цвет с мягким и лирическим исполнением.
В творчестве Эривани отчётливо проявлялись реалистические элементы — новые для азербайджанского искусства виды — станковая живопись и графика. Творчество художника свидетельствует о зарождении станковых форм в азербайджанском искусстве. Но некоторые его произведения, например хранящиеся сегодня в Баку, в Азербайджанском музее искусств им. Р. Мустафаева акварельные портреты сидящей женщины и молодого человека, которые он выполнил в середине XIX века, ещё крепко связаны с традициями восточной средневековой миниатюры. Наглядным примером могут служить шляпка и покрой платья «Танцовщицы», схожие с одеяниями женских персонажей в росписях дома Шекихановых в Шеки (XVIII век). Это является свидетельством тесных связей Эривани с азербайджанским народным искусством. В сравнении с подобными изображениями в доме Шекихановых, представляющих собой персонажей поэм Низами Гянджеви, танцовщица Эривани выполнена, по словам искусствоведа Натальи Миклашевской, значительно жизненнее.
Художник выражал яркий интерес внешнему облику человека. Он изображал его не на условном плоскостном фоне, а в трёхмерном пространстве конкретного интерьера. Такое применение объёмно-пластической моделировки формы и передача сходства с моделью свидетельствовало о важном переломе, которое наметилось в азербайджанском искусстве нового времени, о преодолении в нём традиций условности и плоскостности изображения. Искусствовед Наталья Миклашевская, ссылаясь на многие портреты художника, указывает на неумение Мирза Кадыма Эривани передать перспективу пола. В своих работах Эривани оттенял лица и складки одежды, плоскость пола, обычно устланного коврами, художник изображал вертикально и без перспективы, а также прибегал к своеобразному приёму использования элемента «бута» в рисунке центрального поля. «Бута» у Эривани располагалась по диагонали одинаковыми рядами. Этим добивалось впечатление удаления горизонтальной плоскости. Но поскольку по величине бута одинаковы как на переднем плане, так и на заднем, Миклашевская называет это не перспективным удалением полос, а характером узора. А кайма ковра, которая имеет стилизованный растительный орнамент, изображается совершенно вертикально, что приводит к нарушению этой кажущейся перспективы. В этой области Эривани, по словам Миклашевской, не удалось отойти от условности средневековой миниатюры. Реалистических приёмов изображения нет даже в восточных миниатюрах позднейшего времени (конец XIX века), все плоскости, как правило, передавались вертикально, порой даже в обратной перспективе. Тем не менее мебель Мирза Кадым Эривани изображал в сравнительно правильном перспективном сокращении.
Живописные приёмы Мирза Кадыма Эривани разнообразны, они прослеживаются от тонких нежных красок в женских лицах и лепестках розы до плотных слоёв в одежде. Особенно в элементах драпировки и складках одежды художником используется свободный живописный мазок. Эривани, стремясь передать изображение реалистично, подчёркивает объём и фактуру материала. Хорошую же устойчивость краскам живописи Эривани придаёт, в основном, техника, которую художник выбирал — яичная темпера.
Работы Мирза Кадыма Эривани из Музея искусств Баку говорят о художнике, как о хорошем орнаменталисте.

## Потомки художника
Среди потомков Мирзы Кадыма Эривани, носивших фамилию Кадымбековы, был ряд известных деятелей науки и культуры Азербайджана. Среди них родившаяся в 1915 году в Эривани Афшан ханым Кадымбекова. С 1949 по 1956 год она была ректором Азербайджанского государственного института иностранных языков, а в 1953 году была избрана заместителем председателя Верховного Совета Азербайджанской ССР, несколько лет избиралась депутатом Совета.
Правнук Эривани Исмет Ахундов также стал художником. Он родился в 1925 году в Эривани, вскоре окончил Художественное училище имени Азима Азимзаде в Баку. Ахундов писал в основном пейзажи, был Заслуженным деятелем искусств республики.
Ещё один представитель рода Кадымбековых, Заур Кадымбеков был хорошо известным в СССР журналистом, долгие годы работал специальным корреспондентом газеты «Известия». Другой представитель этого рода, кандидат медицинских наук Шаиг Кадымов был известен как автор ряда художественных и публицистических произведений, таких как «Кровное родство» (1989), «Мустафа Топчибашев» (1989), «Интимный мир семьи» (1990) и пр. Сестра Шаига Кадымова Сиддига Кадымова работала в газете «Советская Армения», была депутатом Верховного Совета СССР, была первой, кто готовила в Ереване радиопередачи на азербайджанском языке, до конца своих дней работала в той редакции начальником отдела.